# Magic Recoveries (альбом)
Magic Recoveries («Магическое восстановление») — третий студийный альбом финской постхардкор-группы Disco Ensemble, вышедший 7 мая 2008 года. Альбом занял #1 позицию в финских чарте Suomen virallinen lista, обогнав тем самым другую финскую группу — Negative.

## Об альбоме
Запись Magic Recoveries началась в конце ноября 2007 года, и закончилась в середине января 2008 года. Во время записи альбома, группа выложила 7 видео, в которых они информировали поклонников о записи альбома.

## Песни
13 песня «Boxer» не упоминается на коробке диска. Альбомная версия песни «Stun Gun» имеет дополнительную паузу в концовке. Это было сделано для отделения скрытой песни — «Boxer».
Песни «Bad Luck Charm» и «Headphones» были выпущены в качестве синглов.

## Список композиций
1. «Magic Recoveries» — 3:16
2. «We Can Stop Whenever We Want» — 3:06
3. «Bad Luck Charm» — 4:26
4. «Worst Night Out» — 4:52
5. «Arsonists vs. Firemen» — 4:12
6. «Threat Letter Typewriter» — 3:48
7. «Headphones» — 4:25
8. «Beacon» — 5:16
9. «24/365» — 4:06
10. «Poltergeist» — 3:01
11. «Lightweight Giants» — 4:54
12. «Stun Gun» — 3:15
13. «Boxer» (Скрытый трек) — 4:48